# East Acton (métro de Londres)
Ne doit pas être confondu avec East Acton.
East Acton est une station de la Central line du métro de Londres, en zone 2. Elle est située sur l'Erconwald Street, à East Acton dans le borough londonien de Hammersmith et Fulham.

## Services aux voyageurs

### Desserte

Installations et dessertes
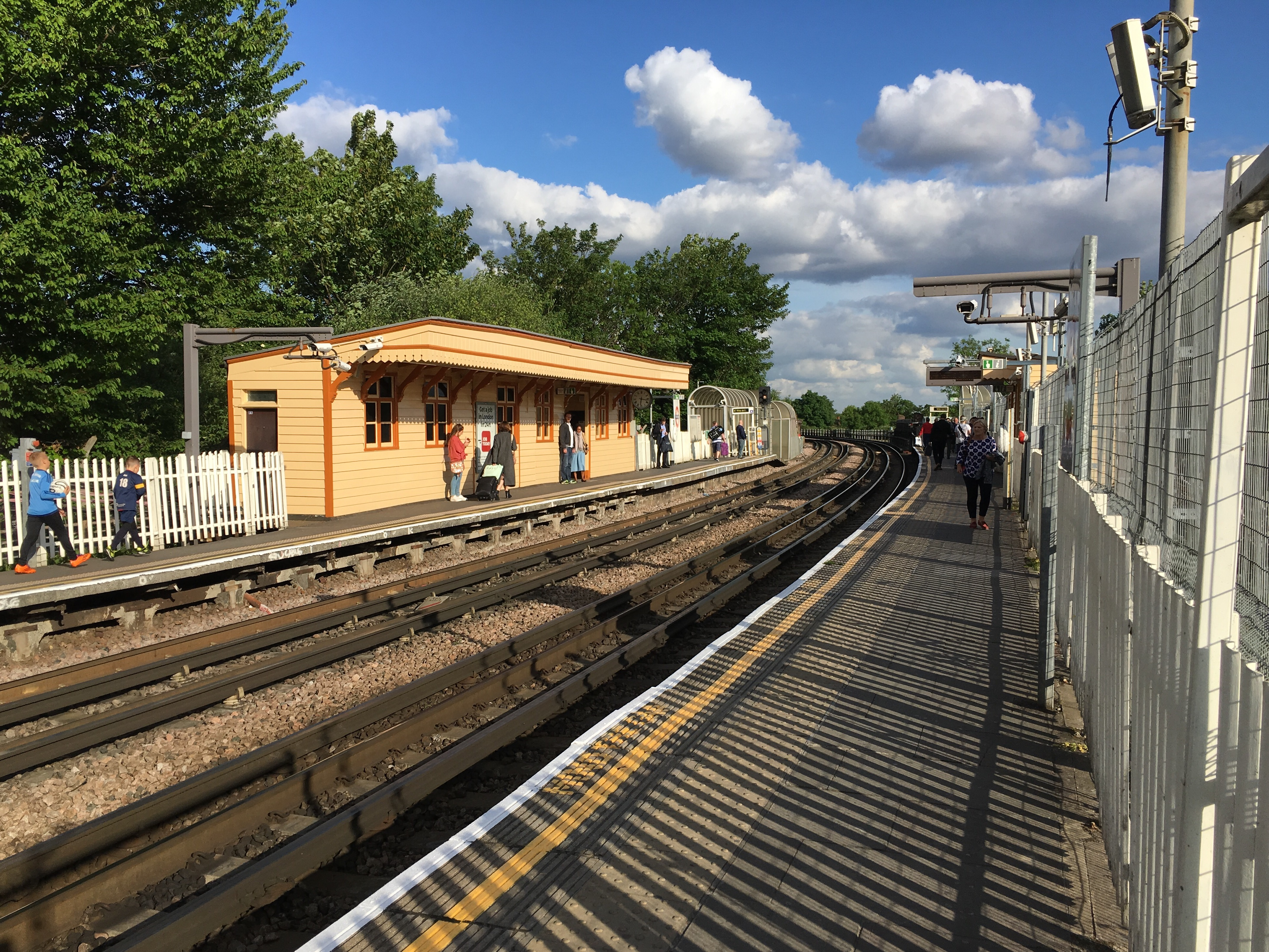
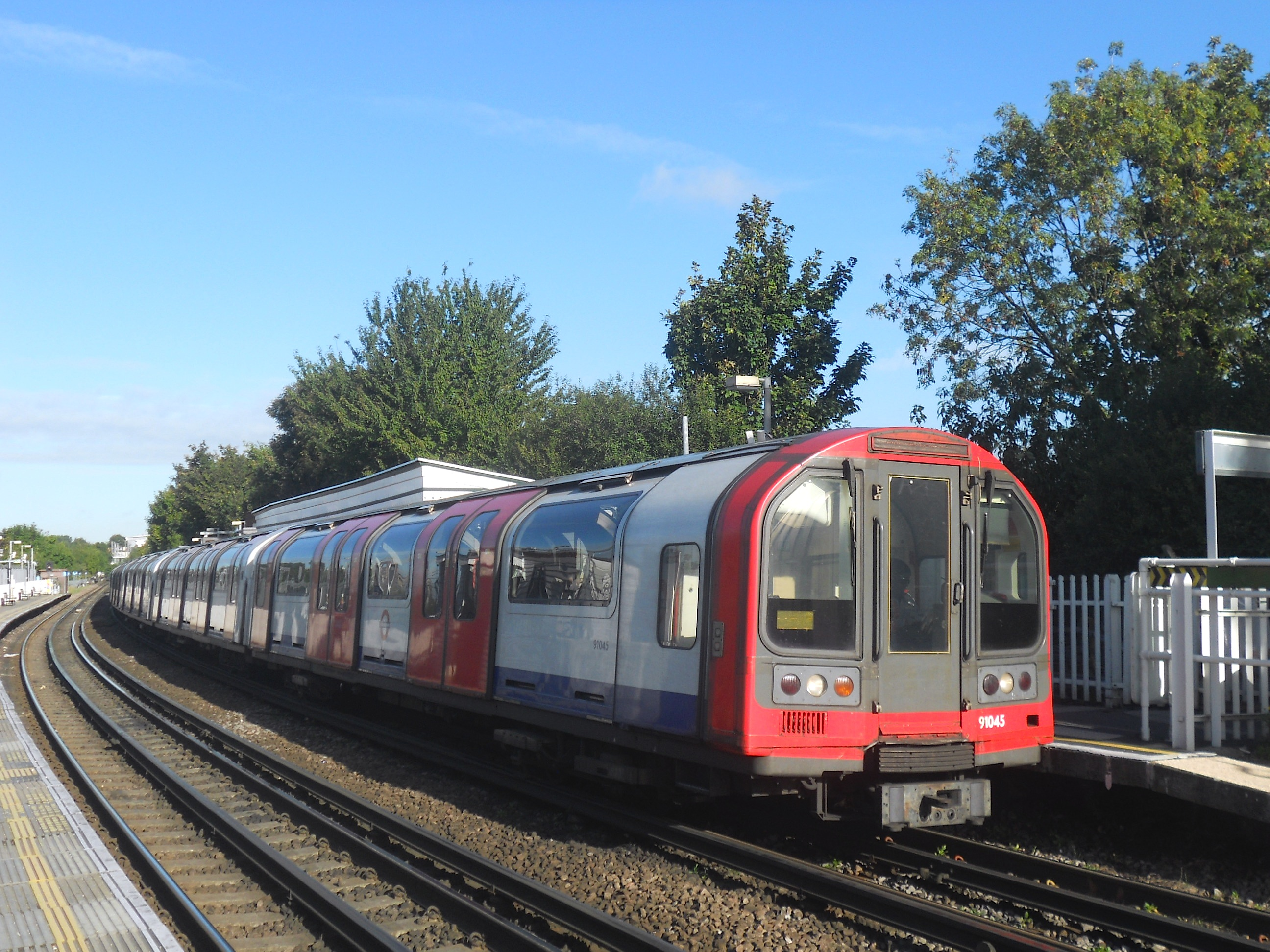
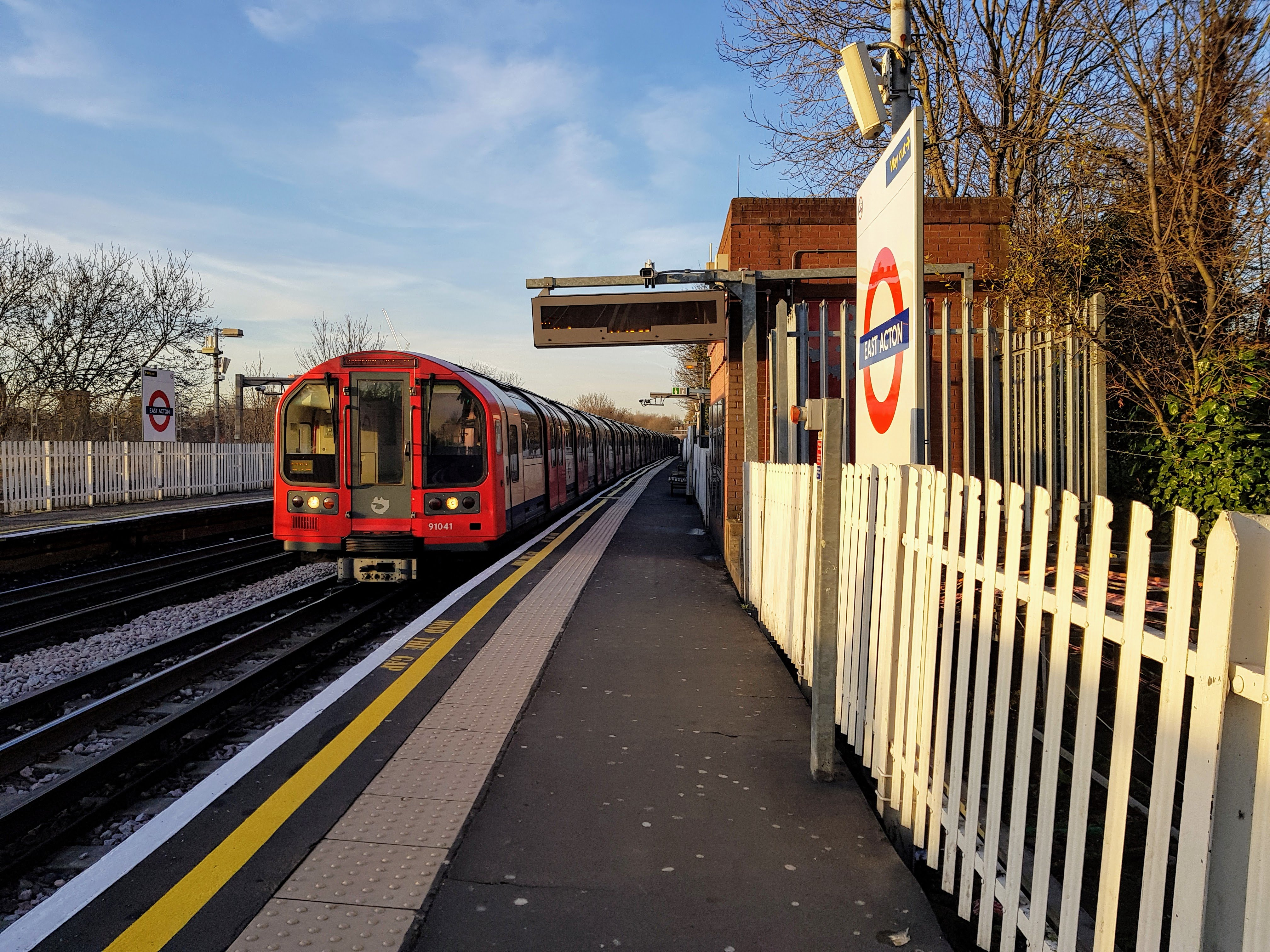

## À proximité
- East Acton